# Šťavelan sodný
Šťavelan sodný je sodná sůl kyseliny šťavelové se vzorcem Na2C2O4. Je to bílý, krystalický prášek bez zápachu rozkládající se při 250–270 °C.
Může být použit jako redukční činidlo. Je používán také v analytické chemii, například pro titrace roztoku manganistanu draselného.

## Příprava
Neutralizace kyseliny šťavelové hydroxidem sodným.
H2C2O4 + 2NaOH → 2H2O + Na2C2O4
Další způsob je zahříváním mravenčanu sodného.
2HCOONa → Na2C2O4 + H2

## Reakce
Je potřeba, aby teplota titrační směsi přesáhla 60 °C, aby se zajistilo, že manganistan rychle zreaguje.
5Na2C2O4 + 2KMnO4 + 8H2SO4 → K2SO4 + 5Na2SO4 + 2MnSO4 + 10CO2 + 8H2O

## Bezpečnost
Jako další šťavelany, šťavelan sodný je nebezpečný pro člověka. Může způsobit palčivou bolest v ústech, jícnu a žaludku, krvavé zvracení, bolesti hlavy, svalové křeče, pokles krevního tlaku, srdeční selhání, šok, kóma a případnou smrt. Smrtelná dávka požitím šťavelanů je 10–15 g/kg.
Šťavelan sodný, stejně jako citráty, může být také použit k odstranění vápenatých iontů (Ca2+) z krevní plazmy. To také zabraňuje srážení krve. Mějte na paměti, že odstraněním iontů vápníku z krve, šťavelan sodný může narušit funkci mozku.